# Kreis Avers
| Avers               | Avers             |
| ------------------- | ----------------- |
| Avers               |                   |
| Basisdaten          |                   |
| Staat:              | Schweiz           |
| Kanton:             | Graubünden (GR)   |
| Bezirk:             | Hinterrhein       |
| Hauptort:           | Avers             |
| Fläche:             | 93,12 km²         |
| Einwohner:          | 172 (31.12.2009)  |
| Bevölkerungsdichte: | 2 Einw. pro km²   |
| Aufgehoben am:      | 31. Dezember 2015 |
| Karte               |                   |
| Karte von Avers     |                   |

Der Kreis Avers bildete bis zum 31. Dezember 2015 zusammen mit den Kreisen Domleschg, Rheinwald, Schams und Thusis den Bezirk Hinterrhein des Kantons Graubünden in der Schweiz. Sitz des Kreisamtes war Avers. Durch die Bündner Gebietsreform wurden die Kreise aufgehoben.

## Gemeinden
Der Kreis umfasste nur eine einzige Gemeinde:
| Wappen | Name der Gemeinde | Einwohner (Dez. 2009) | Fläche in km² | BFS-Nr |
| ------ | ----------------- | --------------------- | ------------- | ------ |
| Avers  | Avers             | 168                   | 93,12         | 3681   |